# Mathé Altéry
Mathé Altéry (Paris, 12 de setembro de 1927) é uma cantora francesa.
Em 1956, Mathé Altéry representou a França no primeiro Festival Eurovisão da Canção com a canção "Le temps perdu" (O tempo perdido). Naquela altura, o festival foi emitido essencialmente via rádio, e apenas o vencedor foi revelado (a Suíça).